# Les Copains d'abord
Les Copains d'abord è il decimo album del cantautore francese Georges Brassens. È stato pubblicato nel 1964.

## Descrizione
Les Copains d'abord, una delle più conosciute di Brassens, fu scritta per il film Les Copains di Yves Robert, uscito nel 1964; è un vero manifesto dell'amicizia.
In Les 4 z'arts, come in molte altre delle sue canzoni, Brassens si diverte a prendersi gioco della morte.
Le Petit Joueur de flûteau contiene un testo quasi autobiografico, la storia di un semplice musico che non vuol di più che essere ciò che è e per cui ogni promessa è debito.
Les Deux oncles è una delle canzoni anti-militariste di Brassens, che sostiene l'inutilità a scopo risolutivo di qualsiasi conflitto.
In Le Mouton de Panurge, Panurge è un personaggio del Gargantua e Pantagruel di François Rabelais; i 'montoni', nell'idea di Brassens, sono il simbolo della stoltezza umana, dei gregari, cioè di coloro che, per non prendere posizione, seguono il gruppo, ignari di dove questo li condurrà.

## Tracce
Testi e musiche di Georges Brassens.
1. Les Copains d'abord – 4:01
2. Les 4 z'arts – 4:33
3. Le Petit Joueur de flûteau – 3:38
4. La Tondue – 2:48
5. Le 22 septembre – 3:32
6. Les Deux oncles – 4:22
7. Vénus callipyge – 3:44
8. Le Mouton de Panurge – 3:30
9. La Route aux 4 chansons – 2:53
10. Saturne – 2:54
11. Le Grand Pan – 4:18

## Formazione
- Georges Brassens: voce, chitarra
- Pierre Nicolas: contrabbasso
- Barthélémy Rosso: seconda chitarra